# Brodiaea sierrae
Brodiaea sierrae là một loài thực vật có hoa trong họ Măng tây. Loài này được R.E.Preston mô tả khoa học đầu tiên năm 2006.